# Thomas Cranmer
Thomas Cranmer (2. července 1489 Aslacton – 21. března 1556 Oxford) byl hlavním představitelem reformace v Anglii a arcibiskupem canterburským v době vlády Jindřicha VIII. a Eduarda VI. Pomohl vytvořit podmínky pro rozvod Jindřicha VIII. a jeho první manželky Kateřiny, které vedly k odloučení Anglikánské církve od římskokatolické církve. Spolu s Thomasem Cromwellem podpořili princip, který definuje anglického panovníka jako vrchního představitele církve v Anglii.
V době, kdy byl Cranmer arcibiskupem, byl zodpovědný za ustavení doktrinální a liturgické struktury Anglikánské církve. Za vlády Jindřicha neprováděl Cranmer radikální změny, z důvodů mocenských sporů mezi konzervativci a radikály v církvi. Nicméně podařilo se mu publikovat první autorizovaný anglický text bohoslužby – Exhortation and Litany. Poté, co na trůn nastoupil mladý Eduard, byl Cranmer schopen realizovat rozsáhlé reformy. Byl spoluautorem a editorem prvních dvou vydání Knihy obecných modliteb (Book of Common Prayer). Ve spolupráci s několika reformátory z Evropy, kterým poskytl útočiště, zavedl novou doktrínu v takových oblastech jako svátost oltářní, celibát, roli obrazů v místech, kde se konají bohoslužby a uctívání svatých. Tyto nové doktríny zveřejnil v knihách modliteb, kázání a jiných publikacích.
Když se k vládě dostala Marie I., byl Cranmer obviněn ze zrady. Byl vězněn dva roky a pod nátlakem církevních hodnostářů odvolal některé své myšlenky a smířil se s katolickou církví. Nicméně v den své popravy tato odvolání zrušil a zemřel jako protestantský mučedník. Jeho odkazem je především Kniha obecných modliteb a Třicet devět článků, které byly základními díly dalšího vývoje Anglikánské církve.

## Život

### Mládí
Cranmer se narodil roku 1489 v Asloktonu v Nottinghamshire. Jeho rodiče Thomas a Agnes pocházeli ze střední společenské třídy. Jejich nejstarší syn John zdědil rodinný majetek a Thomas a jeho mladší bratr Edmund se vydali na církevní dráhu. Ve čtrnácti letech, dva roky po smrti svého otce, byl poslán na nově vytvořenou Ježíšovu kolej v Cambridgi. Její absolvování mu trvalo neobvyklých osm let. V té době začal shromažďovat učebnice, což byla záliba, kterou si uchoval až do konce života. Při studiu na mistra svobodných umění, které zvládl za tři roky, se soustředil na studium humanismu a Erasma Rotterdamského. Po ukončení studia se stal odborným asistentem na Ježíšově koleji.

### Ve službách Jindřicha VIII.
Jindřich VIII. a jeho první manželka měli pouze jednu dceru Marii, ale žádného mužského potomka, který by se mohl stát Jindřichovým následníkem. To Jindřich považoval za velké nebezpečí pozdějších sporů o následnictví, chtěl se rozvést a oženit s jinou ženou (Annou Boleynovou), se kterou viděl možnost zplození mužského potomka větší. Pověřil Thomase Wolseyho, aby dosáhl u papeže anulace jeho prvního manželství. Cranmer Wolseymu s touto aktivitou pomáhal.

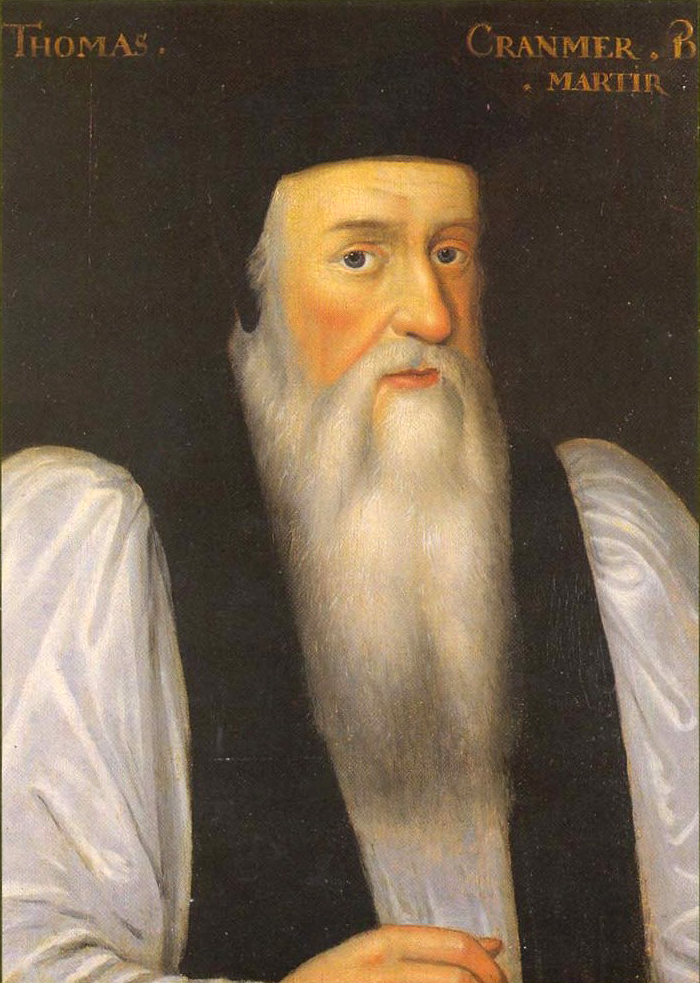
Portrét Thomase Cranmera z období po smrti Jindřicha VIII.

Cranmer se svými přáteli došli k závěru, že tato záležitost nenáleží papeži, ale mají o ní diskutovat evropští teologové. Cranmer byl pověřen, aby se připojil ke skupině vyjednavačů v Římě a zjistil, jaké názory na tuto věc panují. Výzkum vedený Eduardem Foxem vyústil v dokument Detrerminations, podporující názor, že panovník má svrchovanou moc v rámci svého království. Při cestách po kontinentálních univerzitách se Cranmer setkal s několika protestantskými učenci. Roku 1532 byl jmenován královským vyslancem u dvora Karla V., kterého doprovázel při jeho cestách a viděl tak výsledky reformace v Evropě.
Dne 1. října 1532 Cranmer obdržel zprávu o tom, že byl po smrti Williama Warhama jmenován arcibiskupem canterburským a že se má vrátit do Anglie. Toto jmenování prosadila rodina Boleynů a v Anglii se setkalo s velkým překvapením, protože Cranmer do té doby nezastával významné postavení v rámci církve. V následujícím období Cranmer pracoval na právních aktech směřujících ke zrušení prvního Jindřichova manželství. V květnu Cranmer prohlásil manželství Jindřicha a Kateřiny v rozporu se zákony Boha. Jindřich se tak mohl znovu oženit a 28. května prohlásil Cranmer sňatek Jindřicha a Anny za právoplatný. Papež Klement VII. byl těmito činy rozzloben, ale pod tlakem některých jiných panovníků se neodhodlal k radikální odvetě.
Dne 29. ledna 1536 poté, co Anna potratila, se Jindřich začal zajímat o možný rozvod s ní, protože nevěřil, ze s ní bude mít syna. V dubnu pověřil Cromwella, aby připravil jeho rozvod s Annou. Ta byla uvězněna 2. května a následující den byl Cranmer povolán do Londýna. Tam poznal, že konec manželství je nevyhnutelný. A tak prohlásil 17. května manželství Jindřicha a Anny za neplatné. Dva dny poté byla Anna popravena.
Ustanovení svrchovanosti anglického panovníka znamenalo převod reforem pod jeho kontrolu. Jako kompromis mezi konzervativci a reformisty byl vytvořen dokument Deset článků (Ten Articles). Jednalo se o první pokus definovat cíle anglické církve. Tento kompromis ale nepřinesl smír obou skupin, protože nenaplnil naděje ani jedné z nich. Po vzpouře na severu Anglie na podzim roku 1536 se vláda ujala iniciativy a snažila se dosáhnout úpravy Deseti článků. Výsledkem několikaměsíční debaty byla kniha The Institution of a Christian Man, známější jako Biskupská kniha (Bishops' Book). Král byl zaměstnán těhotenstvím své manželky Jany Seymourové, nevyjádřil podporu myšlenkám obsaženým v knize a tak i poté, co byla vytištěna, nesetkala se s velkým ohlasem.
Roku 1540 doporučil Cromwell Jindřichovi, aby se oženil s Annou Klevskou. Jindřich toto doporučení akceptoval, ale Anna na něho neudělala žádný dojem, a tak brzy po svatbě nařídil její zrušení. Cromwell byl jako iniciátor této akce popraven. Tím se Cranmer dostal do politicky významné pozice a těšil se velké králově důvěře. Tato důvěra nebyla otřesena ani spiknutím konzervativních kněží roku 1543, kdy Jindřich Cranmera podpořil. Cranmer využil příhodné situace a roku 1544 publikoval první autorizovanou anglickou verzi bohoslužeb – Exhortation and Litany.

### Reformy
V době, kdy byl regentem Eduard Seymour, stali se reformátoři částí vládnoucí skupiny. V srpnu 1547 začaly královské inspekce farností a bylo jim doporučeno, aby si zajistily výtisk Knihy modliteb. Tato kniha obsahovala dvanáct kázání, z nichž čtyři napsal sám Cranmer. Cranmer také napadl klášterní život. Jeho názory se začaly odklánět od oficiální katolické doktríny a byl v tom podporován i reformátory z kontinentu, z nichž některé Cranmer pozval do Anglie.
Postupné rozšiřování použití angličtiny při bohoslužbách vyvolalo potřebu vytvoření kompletní a jednotné liturgie. První pokusy byly učiněny roku 1548 na setkání konzervativců a reformátorů ve Windsoru. Parlament roku 1549 podpořil Knihu obecných modliteb vydáním Zákona o jednotnosti, kde mimo jiné legalizoval sňatky duchovních. Povinnost používat tuto knihu jako oficiální základ bohoslužeb nicméně vyvolala především v severní části země nepokoje.
Poté, co byl Seymour 16. října 1551 uvězněn, se Cranmerův vliv v politice začal zmenšovat. Vztahy mezi Cranmerem a novým regentem Johnem Dudleym byly napjaté. Cranmer pak pokračoval v revizi církevního práva, revizi Knihy modliteb a formování nové církevní doktríny. Jeho návrh reformy církevního práva byl ale parlamentem, ovládaným Dudleym, odmítnut. Revize Knihy modliteb byla přijata druhým Zákonem o jednotnosti z roku 1552, i když vydání oficiální verze bylo ohroženo silným Dudleyho nátlakem. V září téhož roku nařídil parlament revizi Knihy modliteb, což Cranmer odmítl, a tak parlament ponechal průběh bohoslužeb v původní verzi.

### Poslední období

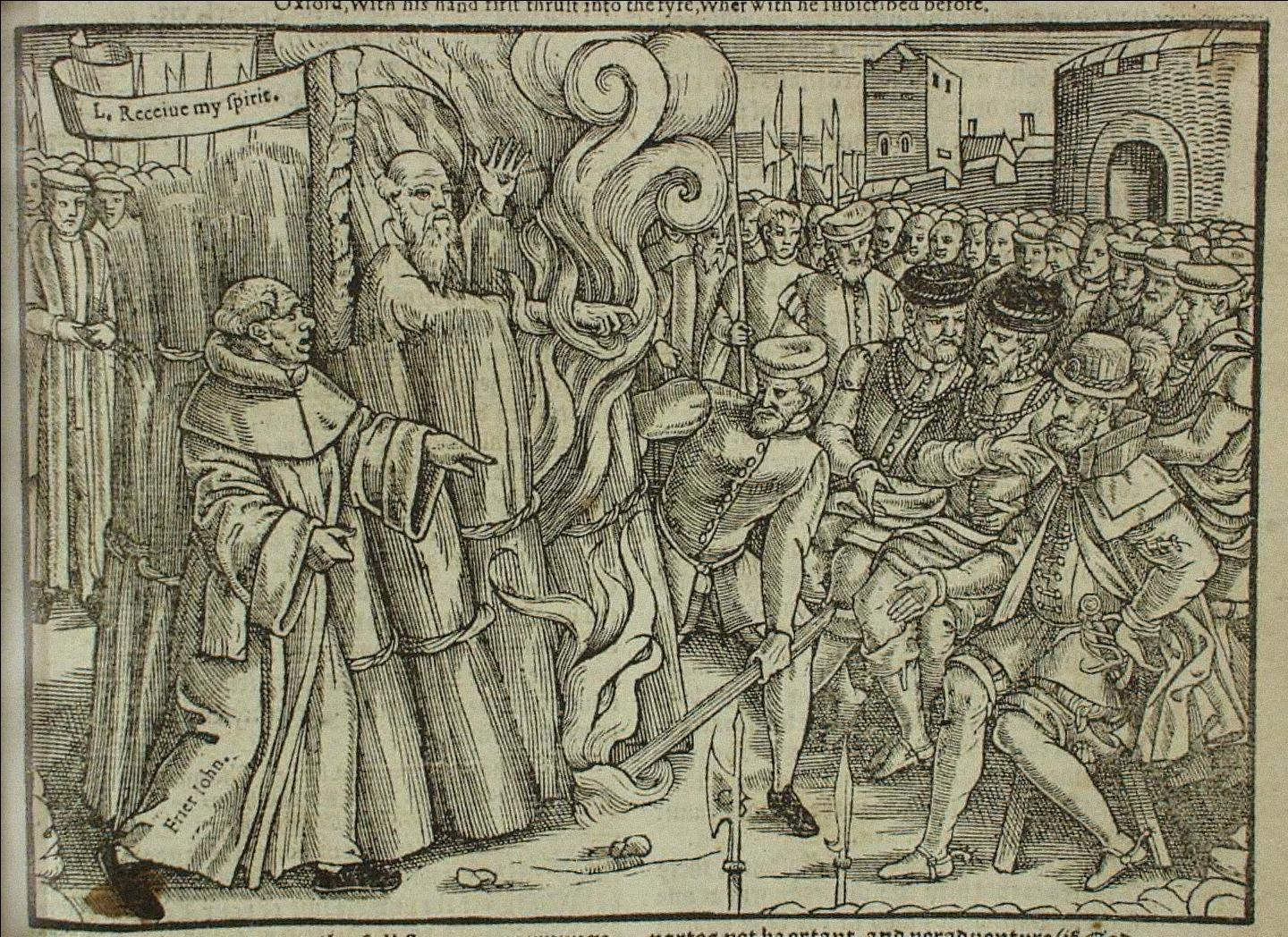
Upálení Thomase Cranmera

Po smrti Eduarda VI. byla Dudleym prohlášena za anglickou královnu Jana Greyová. Její vláda ale trvala jen krátce, protože dcera Jindřicha VIII. Marie, přesvědčená katolička, byla schopna získat podporu mnohých šlechticů i veřejnosti a po několika dnech byla parlamentem dosazena na trůn. Cranmer obhajoval reformní myšlenky, ale byl obviněn z buřičství a uvězněn v Toweru. Dne 13. listopadu byl Cranmer spolu s čtyřmi dalšími muži obviněn ze zrady a odsouzen k trestu smrti.
Poté, co byli v únoru 1554 popraveni Jana Greyová, její manžel a její otec, soustředila se moc na potlačení opozice v církvi. Cranmer byl s některými dalšími církevními hodnostáři převezen do vězení v Oxfordu, kde čekal na další soud. I když se soud konal na anglickém území, patřil pod pravomoc papeže. Cranmer odmítl jakákoli svá obvinění. Byl zbaven funkce arcibiskupa a předán světským úřadům k vykonání trestu.
Cranmer v následujícím období debatoval s některými církevními představiteli o papežské svrchovanosti a výsledkem byla jeho odvolání názorů, které dříve obhajoval. V nich se podřídil královně a králi a uznal svrchovanost papeže v rámci církve. Cranmer také zavrhl Lutherovy reformátorské názory a akceptoval katolickou teologii a požádal o zproštění viny. Podle církevního práva mu mělo být odpuštěno na základě pokání, ale Marie se rozhodla, že jeho plánované upálení nebude dále odkládáno. Bylo mu nabídnuto veřejné odvolání jeho názorů. Cranmer odstoupil od odvolání, se kterým dříve souhlasil, a obvinil papeže jako nepřítele a jeho doktríny označil za mylné. 
Thomas Cranmer byl upálen 21. března 1556.